# Slag bij Jevpatoria
De Slag om Jevpatorija (Engels: Battle of Eupatoria, Russisch: Штурм Евпатории ("Storm van Jevpatorija"), Turks: Gözleve Muharebesi) was een van de grote veldslagen tijdens de Krimoorlog buiten de Belegering van Sebastopol.
De slag vond plaats bij Jevpatorija, een havenstadje aan de Zwarte Zee ten noorden van Sebastopol (tegenwoordig Oekraïne). Jevpatorija was in 1854 de eerste plaats die in handen van de geallieerden kwam (Landing bij Jevpatorija). Vervolgens werd het stadje bezet door Britse, Franse en vooral Ottomaanse troepen, die het versterkten.
Tsaar Nicolaas I vreesde een grootschalige aanval op de Russische flank. Hij stuurde daarom een expeditieleger onder leiding van generaal Stefan Chroelev naar Jevpatoria voor een verrassingsaanval met een troepenmacht van naar schatting 20.000 tot 30.000 man. Op 17 februari 1855 viel het leger aan. Doordat echter ook geallieerde vlooteenheden deelnamen aan de strijd, werd deze aanval echter al na enkele uren afgeslagen.